# Tour du bureau du gouvernement préfectoral de Kagawa
La tour du bureau du gouvernement préfectoral de Kagawa (香川県庁舎) est un gratte-ciel de 113 mètres de hauteur construit à Takamatsu dans l'ile de Shikoku en 2000 au Japon. En 2014 c'est le deuxième plus haut gratte-ciel de la ville de Takamatsu et de l'île de Shikoku. Il abrite des locaux de la préfecture de Kagawa.
L'architecte est l'agence de Kenzo Tange.